# Боднар Євгенія Семенівна
Євгенія Семенівна Боднар (нар. 1937 — ?) — українська радянська діячка, секретар Чернівецького обласного комітету КПУ.

## Життєпис
Освіта вища. Член КПРС.
До жовтня 1975 року — 2-й секретар Садгірського районного комітету КПУ міста Чернівців.
17 жовтня 1975 — 11 червня 1983 року — секретар Чернівецького обласного комітету КПУ.
Подальша доля невідома.

## Нагороди
- орден «Знак Пошани»
- ордени
- медалі